# L'avant-scène
L'avant-scène ou La loge (em português, O Camarote) é uma pintura de Pierre-Auguste Renoir. É um dos principais ícones  do Impressionismo, especialmente representativo da pintura  de Renoir.
Foi realizada em óleo sobre tela, em 1874, e pertence à colecção da Universidade de Londres. Há também uma cópia menor, pertencente a uma colecção privada.
A imagem descreve um casal burguês sentado no seu camarote na ópera de Paris. Renoir pinta uma figura feminina que olha directamente para o espectador, enquanto, num plano mais recuado, o seu acompanhante masculino olha a plateia pelo binóculo. O retrato é o primeiro de uma série da mesma tipologia, baseada em retratos femininos, especialmente.
A obra encarna perfeitamente o espírito da pintura de Renoir, primando pela aparência imaculada da retratada, o retrato do quotidiano burguês e a instropectividade da cena. Esta tela terá sido também uma das influências na concepção de Le bal du moulin de la galette.